# Chaumes
Chaumes es un queso francés elaborado a partir de leche de vaca pasteurizada en la ciudad de Saint Antoine de Breuilh desde el año 1971. La receta se basa en los métodos que utilizaban los monjes trapenses para elaborar quesos. Se caracteriza por poseer una corteza naranja que puede ser consumida. Marida bien con sidra y con vino blanco seco.

## Elaboración
Una vez que la leche pasteurizada ha cuajado la masa se corta y se remueve, para luego introducirla en moldes perforados. Después se escurren, se desmoldan, se salan y se introducen en cámaras con control de temperatura y humedad. Una vez que los quesos están en las cámaras, se lavan cuatro o cinco veces.